# Christian Nielsen (velejador belga)
Christian Nielsen (Mechelen, 23 de junho de 1932) é um velejador belga. Competiu na classe Finn nos Jogos Olímpicos de Verão de 1952.